# Споменик у Белановцу
Споменик страдалима у Другом светском рату у Белановцу откривен је 6. јуна 1969. године на иницијативу Савеза бораца Народноослободилачког рата Лесковца. Приликом откривања говорили су преживели са стрељања Мија Стефановић и Милија Радовановић, председник СУБНОР-а Србије. Аутор је академски вајар Стојан Цветковић из Белановца, који живи у Београду.

## Изглед споменика
Споменик се састоји од рељефне композиције у бронзи дужине 3.60 м и висине 70 цм и носача овог рељефа у виду рама од белог вештачког камена висине 2 м и дужине 5 м. Рам се налази на постољу од црвеног камена из Косјерића. Споменик је подигнут на плато насуте земље висине 1.50 м са кога се благо спуштају шкарпе. Рељефна композиција у виду фриза говори о стрељању преко 40 сељака Белановца, после збора који су одржали Бугари 18. фебруара 1942. године испред села. Кроз неке фигуре уметник је приказао отпор народа окупатору, а на крају рељефа је жена са заставом као симболом слободе. На другој страни споменика су исписана имена стрељаних. Око споменика је засађена борова шума.

## Натпис
„Рођени да не буду робови, створени да не остану патници, били су јаки, смели, усправни. И далеко и велико видели. Били су партизани, комунисти, патриоти и умрли за слободу и социјализам и живе у срцу земље, у срцу народа.“
Текст на другој табли:
1. Александар М. Марковић
2. Благоје Г. Петровић
3. Божидар Ј. Стевановић
4. Борислав М. Благојевић
5. Борислав М. Марјановић
6. Борислав К. Миленковић
7. Бранислав Р. Митић
8. Василије П. Костић
9. Верка В. Стевановић
10. Влајко С. Глигоријевић
11. Војислав В. Стефановић
12. Горча Ј. Станковић
13. Данко М. Спасић
14. Добривоје Б. Марјановић
15. Драги С. Стојковић
16. Драгољуб М. Илић
17. Драгутин Т. Стефановић
18. Ђорђе С. Станковић
19. Ђорђе Т. Цоцић
20. Живојин Илић „Жути“
21. Живојин М. Стојановић
22. Ђура Б. Коцић
23. Јован Ђ. Јанковић
24. Јован Д. Мишић
25. Љубомир М. Илић
26. Љубомир В. Костић
27. Милан Ј. Стевановић
28. Милентије С. Динић
29. Мирко М. Мишић
30. Милутин Л. Ђокић
31. Милутин Д. Мишић
32. Младен Г. Петровић
33. Младен Т. Спасић
34. Младен С. Трајковић
35. Милутин Б. Стевановић
36. Петар Ђ. Павловић
37. Радивоје Ђ. Јанковић
38. Радомир Г. Стевановић
39. Спаса Т. Спасић
40. Станко О. Трајковић
41. Станко Илић
42. Стеван М. Костић
43. Стеван М. Цветковић
44. Стојадин Ј. Николић
45. Стојан Д. Димитријевић
46. Стојан М. Крстић
47. Тихомир Ј. Милић
48. Чедомир М. Стевановић
49. Лазар Л. Стојковић
50. Милан Д. Марковић
51. Миливоје М. Стојановић
52. Миливоје Д. Станојевић
53. Милица Андрић
54. Михајло С. Андрејевић
55. Никола Игњатовић
56. Радивоје Н. Николић
57. Светислав Д. Ђорђевић
58. Тихомир Игњатовић
59. Александар Р. Стевановић
60. Благоје Коцић
61. Благоје Д. Николић
62. Глигорије С. Симоновић
63. Дена Д. Милутиновић
64. Димитрије С. Станковић
65. Ђорђе С. Златановић
66. Зорица В. Јосић
67. Јовта М. Димитријевић
68. Миливоје Арсић
69. Стојадин Д. Крстић
70. Стојан Ј. Митровић